# لوئیس نئال
لوئیس نئال (انگلیسی: Lewis Neal؛ زادهٔ ۱۴ ژوئیهٔ ۱۹۸۱) یک بازیکن فوتبال اهل بریتانیا است.